# Grand Teton National Park
Grand Teton National Park er en nationalpark i Rocky Mountains i det vestlige Wyoming i USA. Parken har navn efter bjerget Grand Teton, der med sine 4.197 meter er det højeste bjerg i Teton bjergkæden. Det meste af bjergkæden ligger inde i nationalparken, der har et areal på 1.255 km², og som besøges af ca. 2.5 millioner gæster årligt.
Teton Range rejser sig stejlt fra dalen Jackson Hole over en strækning på ca. 65 km. Foruden Grand Teton er otte andre bjergtoppe over 3.600 meter høje. Ud over bjergene rummer nationalparken også en del af dalen, foruden over 100 søer, hvoraf den største er Jackson Lake. 
Klimaet i nationalparken varierer meget fra sommer til vinter. Om sommeren kan der måles temperaturer på omkring 34 grader mens vintertemperaturerne kan kommer under -40 grader. Den laveste temperatur, der er målt i nationalparken er -52 grader C.
I parken er der et rigt plante- og dyreliv. Blandt dyrene ses brun bjørn, sort bjørn, puma, ulv, elg, wapitihjort, mulhjort, bison, gaffelbuk, hvidhovedet havørn, kongeørn og fiskeørn. 
Parken ligger kun ca. 75 km syd for Yellowstone National Park, så mange turister besøger begge parker, og adskillige dyr vandrer mellem de to parker. U.S. Highway 89 forbinder de to nationalparker.